# Liste des boulevards des Maréchaux et des portes de Paris

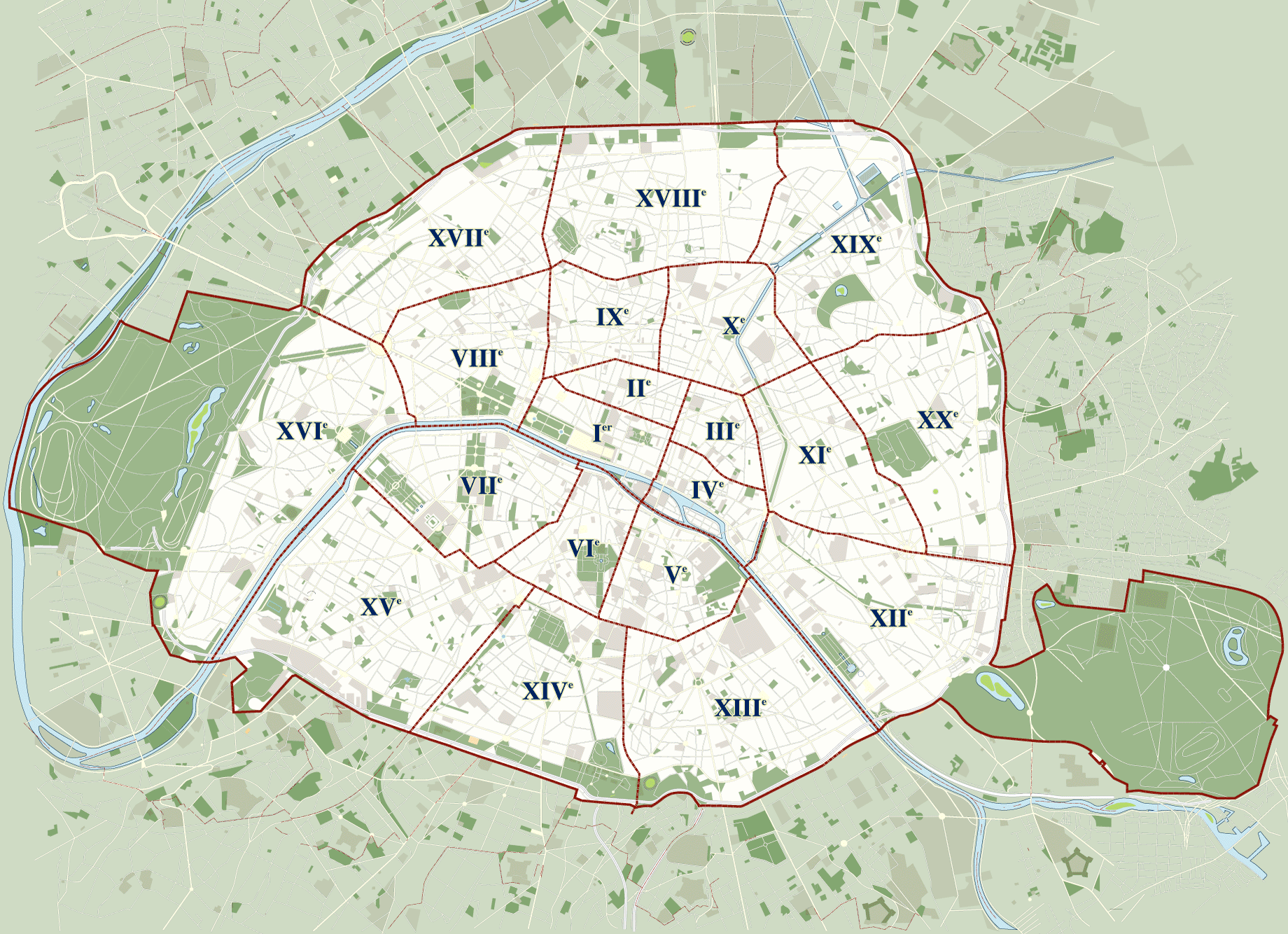
Paris et ses arrondissements.

Le tableau suivant contient la liste des boulevards des Maréchaux et des portes de Paris. Il part de la porte de Vincennes et fait le tour de Paris en suivant l'ordre des arrondissements, depuis le 12e jusqu'au 20e. Il indique aussi les correspondances avec le métro, le RER et le tramway, ainsi que les principales voies routières sortant de la capitale et les communes limitrophes.
Légende :

| (M) · (1)   | : station de métro, ligne 1.    |
| (RER) · (B) | : station de RER, ligne B.      |
| (RER) · (C) | : station de RER, ligne C.      |
| (RER) · (E) | : station de RER, ligne E.      |
| (T) · (2)   | : station de tramway, ligne 2.  |
| (T) · (3a)  | : station de tramway, ligne 3a. |
| (T) · (3b)  | : station de tramway, ligne 3b. |
| (T) · (9)   | : station de tramway, ligne 9.  |

| Arrondissement | Boulevard                               | Porte                             | Voie routière                   | Commune limitrophe   |
| -------------- | --------------------------------------- | --------------------------------- | ------------------------------- | -------------------- |
| 12e            | Boulevard Soult                         | Porte de Vincennes –              | route nationale 34              | Saint-Mandé          |
| 12e            | Boulevard Soult                         | Porte de Saint-Mandé –            |                                 | Saint-Mandé          |
| 12e            | Boulevard Soult                         | Porte de Montempoivre –           |                                 | Saint-Mandé          |
| 12e            | Boulevard Soult                         | Porte Dorée –                     |                                 | Saint-Mandé          |
| 12e            | Boulevard Poniatowski                   | Bois de Vincennes                 |                                 |                      |
| 12e            | Boulevard Poniatowski                   | Bois de Vincennes                 | Porte de Reuilly –              |                      |
| 12e            | Boulevard Poniatowski                   | Bois de Vincennes                 | Porte de Charenton –            | route nationale 6    |
| 12e            | Boulevard Poniatowski                   | Charenton-le-Pont                 | Porte de Charenton –            | route nationale 6    |
| 12e            | Boulevard Poniatowski                   | Porte de Bercy –                  | autoroute A4                    |                      |
| Seine          | Pont National                           | Pont National                     | Pont National                   | Pont National        |
| 13e            | Boulevard du Général-d'Armée-Jean-Simon | Porte de la Gare                  |                                 | Ivry-sur-Seine       |
| 13e            | Boulevard du Général-d'Armée-Jean-Simon | Porte de Vitry –                  |                                 | Ivry-sur-Seine       |
| 13e            | Boulevard Masséna                       |                                   |                                 | Ivry-sur-Seine       |
| 13e            | Porte d'Ivry –                          |                                   |                                 | Ivry-sur-Seine       |
| 13e            | Porte de Choisy –                       | route nationale 305               |                                 | Ivry-sur-Seine       |
| 13e            | Porte d'Italie –                        | route nationale 7                 | Le Kremlin-Bicêtre              |                      |
| 13e            | Porte d'Italie –                        | Boulevard Kellermann              | Le Kremlin-Bicêtre              | autoroute A6b        |
| 13e            | Porte d'Italie –                        |                                   | Le Kremlin-Bicêtre              | autoroute A6b        |
| 13e            | Poterne des Peupliers –                 | Gentilly                          |                                 | autoroute A6b        |
| 13e            | Porte de Gentilly –                     | Gentilly                          |                                 |                      |
| 14e            | Boulevard Jourdan                       | Gentilly                          |                                 |                      |
| 14e            | Boulevard Jourdan                       | Gentilly                          | autoroute A6a                   |                      |
| 14e            | Boulevard Jourdan                       | Gentilly                          | Porte d'Arcueil –               |                      |
| 14e            | Boulevard Jourdan                       | Gentilly                          |                                 |                      |
| 14e            | Boulevard Jourdan                       | Montrouge                         |                                 |                      |
| 14e            | Boulevard Jourdan                       | Porte d'Orléans –                 | route départementale 920 (RN20) |                      |
| 14e            | Boulevard Brune                         | Porte d'Orléans –                 | route départementale 920 (RN20) |                      |
| 14e            | Porte de Montrouge –                    |                                   |                                 |                      |
| 14e            | Porte de Châtillon –                    | route départementale 906 (RN306)  |                                 |                      |
| 14e            | Porte de Châtillon –                    | route départementale 906 (RN306)  | Malakoff                        |                      |
| 14e            | Porte Didot –                           |                                   |                                 |                      |
| 14e            | Porte de Vanves –                       |                                   |                                 |                      |
| 15e            | Boulevard Lefebvre                      | Vanves                            |                                 |                      |
| 15e            | Boulevard Lefebvre                      | Vanves                            | Porte Brancion –                |                      |
| 15e            | Boulevard Lefebvre                      | Vanves                            | Porte de Plaisance –            |                      |
| 15e            | Boulevard Lefebvre                      | Vanves                            | Porte de la Plaine –            |                      |
| 15e            | Boulevard Lefebvre                      | Porte de Versailles –             | Issy-les-Moulineaux             |                      |
| 15e            | Boulevard Victor                        | Porte de Versailles –             | Issy-les-Moulineaux             |                      |
| 15e            | Porte d'Issy-les-Moulineaux –           |                                   | Issy-les-Moulineaux             |                      |
| 15e            | Porte de Sèvres –                       |                                   | Issy-les-Moulineaux             |                      |
| 15e            | Boulevard du Général-Martial-Valin      |                                   | Issy-les-Moulineaux             |                      |
| 15e            | Porte du Bas-Meudon –                   |                                   | Issy-les-Moulineaux             |                      |
| Seine          | Pont du Garigliano                      | Pont du Garigliano                | Pont du Garigliano              | Pont du Garigliano   |
| 16e            | Boulevard Murat                         | Porte du Point-du-Jour            |                                 | Boulogne-Billancourt |
| 16e            | Boulevard Murat                         | Porte de Saint-Cloud –            | route départementale 910 (RN10) | Boulogne-Billancourt |
| 16e            | Boulevard Murat                         | Porte Molitor –                   |                                 | Boulogne-Billancourt |
| 16e            | Boulevard Murat                         | Bois de Boulogne                  |                                 |                      |
| 16e            | Boulevard Suchet                        | Porte d'Auteuil –                 | autoroute A13                   |                      |
| 16e            | Boulevard Suchet                        | Porte de Passy                    |                                 |                      |
| 16e            | Boulevard Lannes                        | Porte de la Muette                |                                 |                      |
| 16e            | Boulevard de l'Amiral-Bruix             | Porte Dauphine –                  |                                 |                      |
| 16e            | Boulevard de l'Amiral-Bruix             | Porte Maillot –                   | route nationale 13              | Neuilly-sur-Seine    |
| 17e            | Boulevard Gouvion-Saint-Cyr             | Porte Maillot –                   | route nationale 13              | Neuilly-sur-Seine    |
| 17e            | Boulevard Gouvion-Saint-Cyr             | Porte des Ternes –                |                                 | Neuilly-sur-Seine    |
| 17e            | Boulevard Gouvion-Saint-Cyr             | Porte de Villiers –               |                                 | Neuilly-sur-Seine    |
| 17e            | Boulevard Gouvion-Saint-Cyr             | Levallois-Perret                  |                                 |                      |
| 17e            | Boulevard Gouvion-Saint-Cyr             | Porte de Champerret –             |                                 |                      |
| 17e            | Boulevard Berthier                      |                                   |                                 |                      |
| 17e            | Porte de Courcelles –                   |                                   |                                 |                      |
| 17e            | Porte d'Asnières –                      |                                   |                                 |                      |
| 17e            | Porte de Clichy –                       | Clichy                            |                                 |                      |
| 17e            | Porte de Clichy –                       | Clichy                            | Boulevard Bessières             |                      |
| 17e            | Porte Pouchet –                         | Clichy                            |                                 |                      |
| 17e            | Porte de Saint-Ouen –                   | Saint-Ouen                        |                                 |                      |
| 18e            | Porte de Saint-Ouen –                   | Saint-Ouen                        | Boulevard Ney                   |                      |
| 18e            | Porte de Montmartre –                   | Saint-Ouen                        | Boulevard Ney                   |                      |
| 18e            | Porte de Clignancourt –                 | Saint-Ouen                        | Boulevard Ney                   | route nationale 14   |
| 18e            | Porte des Poissonniers –                | Saint-Ouen                        | Boulevard Ney                   |                      |
| 18e            | Saint-Denis                             |                                   | Boulevard Ney                   |                      |
| 18e            | Porte de la Chapelle –                  | route nationale 1 et autoroute A1 | Boulevard Ney                   |                      |
| 18e            | Porte d'Aubervilliers –                 | route nationale 301               | Boulevard Ney                   | Aubervilliers        |
| 19e            | Porte d'Aubervilliers –                 | route nationale 301               | Boulevard Macdonald             | Aubervilliers        |
| 19e            | Canal Saint-Denis                       |                                   | Boulevard Macdonald             |                      |
| 19e            | Porte de la Villette –                  | route nationale 2                 | Boulevard Macdonald             |                      |
| 19e            | Porte de la Villette –                  | route nationale 2                 | Boulevard Macdonald             | Pantin –             |
| 19e            | Canal de l'Ourcq                        |                                   | Boulevard Macdonald             |                      |
| 19e            | Boulevard Sérurier                      |                                   |                                 |                      |
| 19e            | Porte de Pantin –                       | route nationale 3                 |                                 |                      |
| 19e            | Porte Chaumont –                        |                                   | Le Pré-Saint-Gervais            |                      |
| 19e            | Porte Brunet –                          |                                   | Le Pré-Saint-Gervais            |                      |
| 19e            | Porte du Pré-Saint-Gervais –            |                                   | Le Pré-Saint-Gervais            |                      |
| 19e            | Porte des Lilas –                       |                                   | Le Pré-Saint-Gervais            |                      |
| 20e            | Boulevard Mortier                       | Les Lilas                         |                                 |                      |
| 20e            | Boulevard Mortier                       | Les Lilas                         | Porte de Ménilmontant –         |                      |
| 20e            | Boulevard Mortier                       | Bagnolet                          |                                 |                      |
| 20e            | Boulevard Mortier                       | Porte de Bagnolet –               | autoroute A3                    |                      |
| 20e            | Boulevard Davout                        | Porte de Bagnolet –               | autoroute A3                    |                      |
| 20e            | Porte de Montreuil –                    | route nationale 302               | Montreuil                       |                      |
| 20e            | Porte de Vincennes –                    |                                   | Saint-Mandé                     |                      |